# بلانش مهافی
بلانش مهافی (انگلیسی: Blanche Mehaffey؛ ‏ ۲۸ ژوئیهٔ ۱۹۰۸ – ۳۱ مارس ۱۹۶۸) بازیگر و رقصنده اهل ایالات متحده آمریکا بود. وی بین سال‌های ۱۹۱۶ تا ۱۹۳۸ میلادی فعالیت می‌کرد.
از فیلم‌هایی که وی در آن‌ها نقش داشته است، می‌توان به زن دنیادیده اشاره نمود.